# مارتی سوئوسالو
مارتی سوئوسالو (فنلاندی: Martti Suosalo؛ زادهٔ ۱۹ ژوئیهٔ ۱۹۶۲) بازیگر و خواننده اهل فنلاند است.
از فیلم‌ها یا سریال‌های تلویزیونی که وی در آن نقش داشته‌است می‌توان به جنگ زمستان، هابیت‌ها، سیبلیوس و کنترل و الن ویک 2 اشاره کرد.